# Nicolas Colbert

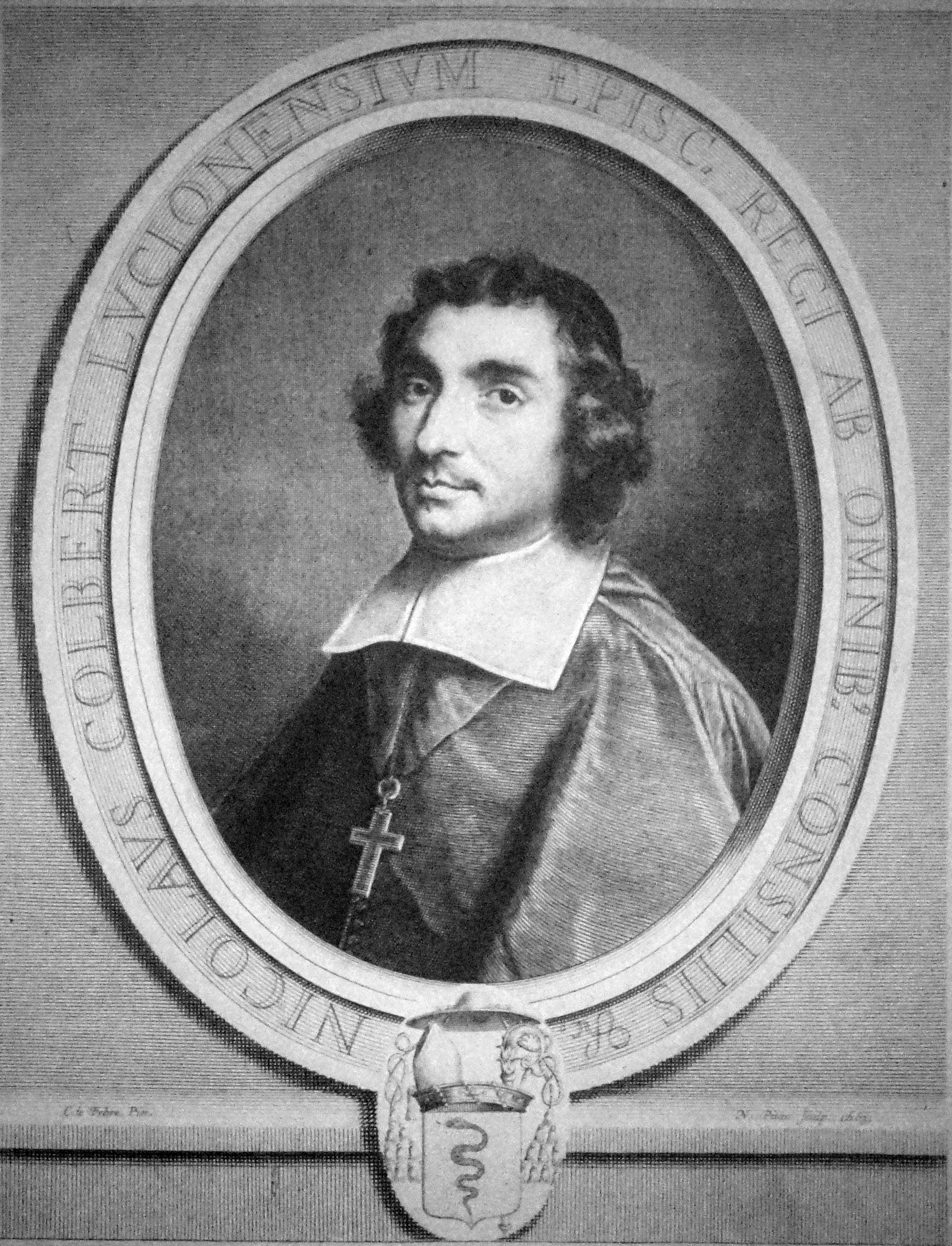
Nicolas Colbert

Nicolas Colbert (* 25. Januar 1628 in Reims; † 5. September 1676 in Varzy) war ein französischer Geistlicher und Bischof von Luçon und Auxerre.

## Leben
Nicolas Colbert entstammte einer bedeutenden Reimser Tuchhändlerfamilie. 1628 in Reims als Sohn von Nicolas Colbert, Herrn von Vendières, und seiner Frau Marie Pussort geboren, war er der jüngste Bruder des späteren Finanzministers Jean-Baptiste Colbert („Le Grand Colbert“), des Außenministers Charles Colbert und des Generals Édouard-François Colbert.
Für die geistliche Laufbahn bestimmt, besuchte er das Jesuitenkolleg in Reims und studierte Theologie an der Sorbonne, wo er 1658 als Zweitbester das Lizentiatsexamen ablegte und 1659 zum Doktor der Theologie promoviert wurde. Schon als Student dort Prior, wurde er später zum Socius gewählt. 1656 wurde er Bibliothekar des Königs (Ludwig XIV.), 1657 zum Priester geweiht und 1660 Kommendatarabt von Saint-Sauveur de Vertus (Marne) und Notre-Dame du Landais (Indre). Durch den Einfluss des Kardinals  Mazarin wurde er 1661 Bischof von Luçon (Weihe am 24. Juli 1661 in Paris durch Bischof Neufville von Chartres) und durch die Gunst seines Bruders Jean-Baptiste Prior von La Charité-sur-Loire (Nièvre) und vor allem 1666 Intendant und Kustos der Manuskripte, Medaillen, antiken und modernen Raritäten im Kabinett des Königs.
1671 auf den Bischofssitz von Auxerre transferiert, erwirkte er in seinem kurzen, nur fünf Jahre währenden Episkopat das Recht der Bischöfe von Auxerre auf einen Sitz in den burgundischen Ständen, sowie Steuervergünstigungen für das Auxerrois. Er war ein frommer und aktiver Prälat, der das Priesterseminar in Auxerre einrichtete und an der Gründung des allgemeinen Krankenhauses beteiligt war. Er kümmerte sich persönlich um den Priesternachwuchs der Diözese, ließ ein neues Brevier herausgeben und visitierte die Pfarreien. Während einer dieser Visitationsreisen starb er am 5. September 1676 in Varzy.
Sein Neffe Jean-Baptiste Colbert, marquis de Torcy, ließ ihm ein Mausoleum und ein Epitaph in der Kathedrale von Auxerre errichten (1713). Sein Nachfolger auf dem Bischofsstuhl von Auxerre wurde André Colbert (reg. 1676–1704).